# Kultúra és Tudomány

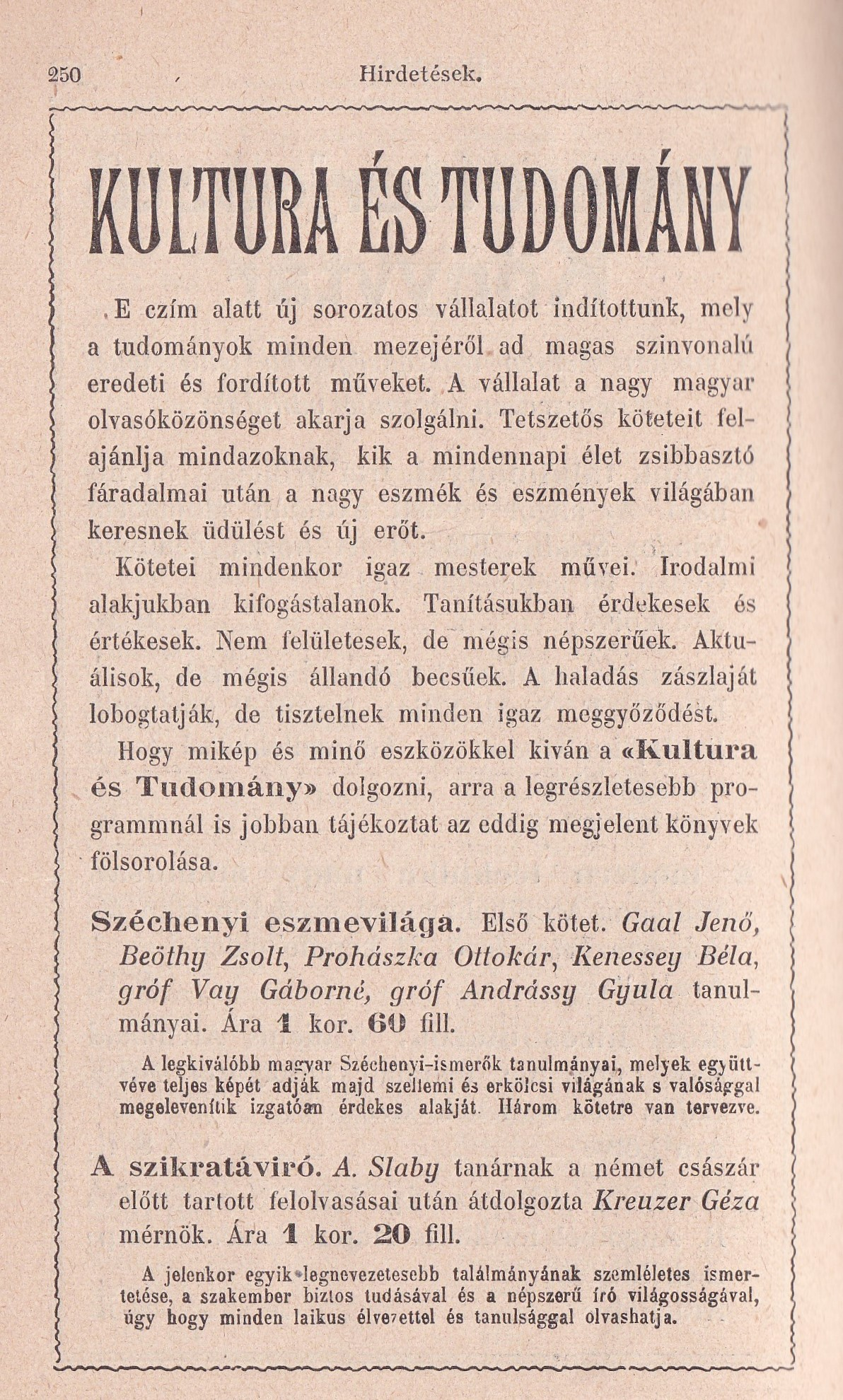
Korabeli hirdetés

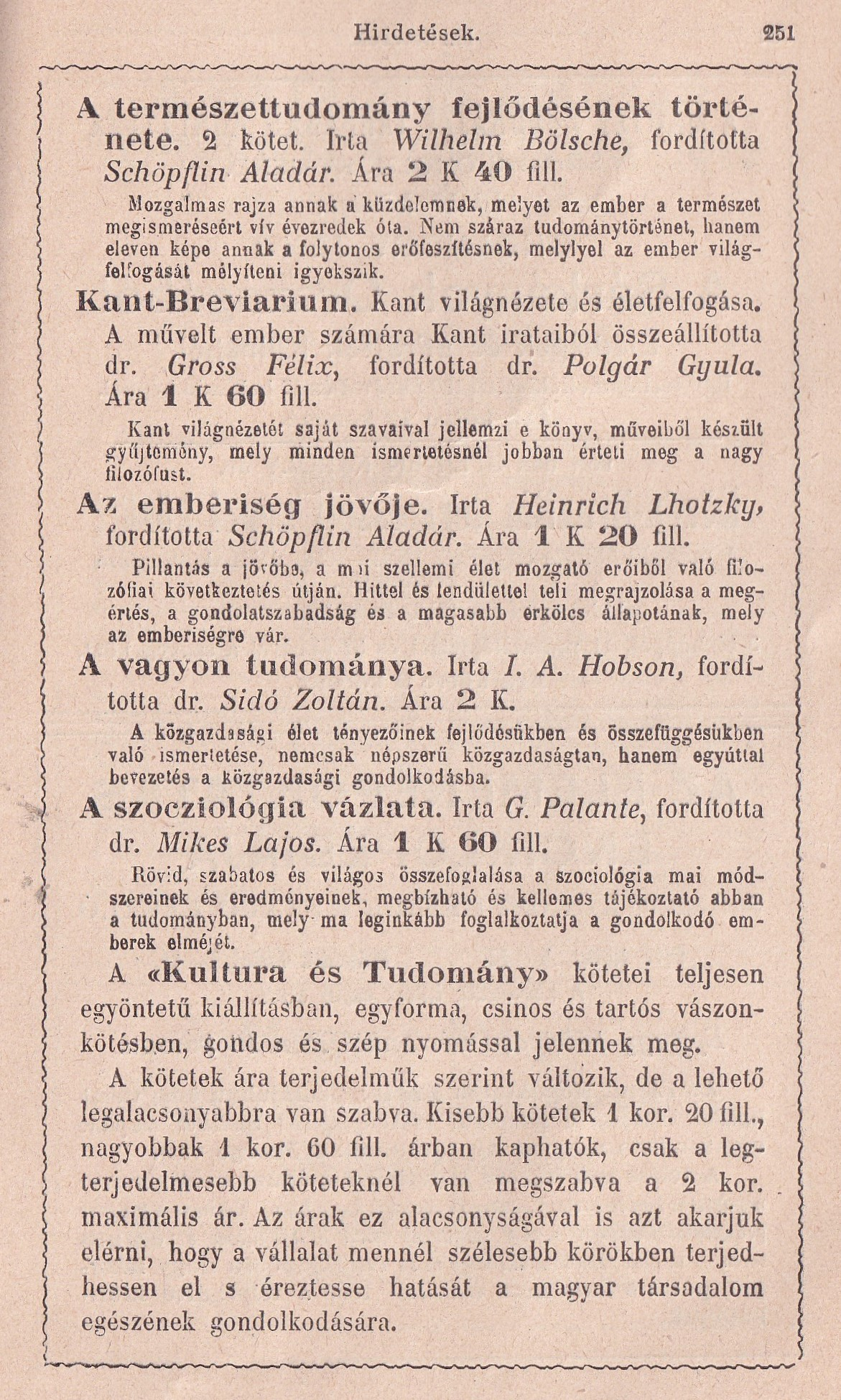
Korabeli hirdetés

A Kultúra és Tudomány egy nagy terjedelmű magyar ismeretterjesztő könyvsorozat volt, amely a két világháború közötti időben jelent meg. A sorozatban 1912 és 1948 között – ugyanakkor az egyes kötetekben évszám jelzés nélkül – jelentek meg művek társadalom- és természettudományi kérdésekről.

## Kötetei
A sorozat kötetei a következők voltak időrendben (csak az első kiadásuk időpontjával):

### 1910-es évek
| - Wilhelm Bölsche: A természettudomány fejlődésének története I–II. (1912) - Adolf Karl Heinrich Slaby: A szikratávíró (1912) - John Atkinson Hobson: A vagyon tudománya (1912) - Georges Palante: A szociológia vázlata (1912) - Gaál Jenő – Apáthy István – Berzeviczy Albert: Széchenyi eszmevilága I–III. (1912) - Gross Félix: Kant-breviárium. Kant világnézete és életfelfogása (1912) - Heinrich Lhotzky: Az emberiség jövője (1912) - Gustave Le Bon: A tömegek lélektana (1913) - Lytton Strachey: A francia irodalom főirányai (1914) - Svante Arrhenius: A világegyetem élete és megismerésének története a legrégibb időtől napjainkig (1914) - René Gillouin: Henri Bergson filozófiája (1914) - Rodin beszélgetései a művészetről (1914) - Rudolf Eucken: Az élet értelme és értéke (1915) - Lenhossék Mihály: Az ember helye a természetben (1915) - Albert Frederick Pollard: Anglia története (1916) - Wilhelm Jerusalem: Bevezetés a filozófiába (1916) - Benedetto Croce: Az aesthetika alapelemei (1917) - Geréb József: A római kultúra legjelentősebb vonásai (1917) - Balanyi György: Világpolitika. A világtörténet legújabb fejezete 1871–1914 (1918) - Enyvvári Jenő: Philosophiai szótár (1918) - Émile Faguet: A kontárság kultusza (1919) |

### 1920-as évek
| - Balanyi György: A Balkán-probléma fejlődése a párisi kongresszustól a világháború kitöréséig 1856–1914 (1920) - Henry George: Munka, hit, és föld (1920) - Benedek Marcell: A modern világirodalom 1800–1920 (1920) - Gustave Le Bon: Múlt és jövő – Gondolatok a világháborúról, békéről s a népek és a kultúra sorsáról (1920) - Molnár Antal: Az európai zene története 1750-ig (1920) - Arthur Schopenhauer: Kantról. Kant filozófiájának bírálata (1920) - Geréb József: A görög szellem Európa kulturájában (1921) - Voinovich Géza: Regényírók – tanulmányok (1921) - Wilhelm Wundt: Bevezetés a pszichológiába (1921) - Ralph Waldo Emerson: Természet, ember, társadalom. Válogatott tanulmányok (1921) - Émile Faguet: «… és a felelősségtől való rettegés» «A kontárság kultuszának» folytatása (1922) - Rudolph Sohm: Rövid egyháztörténet (1922) - H. G. Wells: A nagy katasztrófa 1914–1920 (1922) - Ottlik László: A marxizmus társadalomelmélete. Elméleti kritika és történelmi tanulságok (1922) - Angyal Dávid: Tanulmányok (1923) - Fekete F. Sándor: Munka és fáradság (1923) - Ralph Waldo Emerson: Az emberiség képviselői (1923) - Molnár Antal: A zenetörténet szociológiája (1923) - Maurice Maeterlinck: A méhek élete (1923) - Mende Jenő: A radiotelefon (1924) - Hippolyte-Adolphe Taine: A görög művészet bölcselete (1924) - Halasy-Nagy József: Gondolkodók (1924) - Émile Durkheim: A szociológia módszere (1924) - Schöpflin Aladár: Írók, könyvek, emlékek (1925) - Jean-Jacques Rousseau: A magányos sétáló álmodozásai (1925) - Halasy-Nagy József: Két filozófus. Platon és Kant (1925) - Benedetto Croce: A politika elemei (1926) - Stefan Zweig: Három mester. Balzac, Dickens, Dosztojevszkij (1926) - Voinovich Géza: Az angol irodalom története (1926) - Rákosi Jenő: A tragikum (1926) - Ferdinand Brunetière válogatott kritikai tanulmányai (1927) - Mester János: Kelet nagy gondolkodói (1927) - Bartók György: Bőhm Károly (1928) - Kárpáti Aurél: A kételkedő kritikus (1928) - Kundt Ernő: Az angol regény mesterei (1928) - Stefan Zweig: Tolsztoj (1928) - Angyal Dávid: Szakaszok Magyarország újabb történetéből (1928) |

### 1930-as évek
| - Kornis Gyula: Magyar filozófusok. Tanulmányok (1930) - Németh László: Magyarság és Európa (1935) - Joó Tibor: Bevezetés a szellemtörténetbe (1935) - Benedek Marcell: Irodalom-esztétika (1936) - Pukánszky Béla: A mai osztrák irodalom (1936) - Cs. Szabó László: Levelek a száműzetésből (1937) - Szabolcsi Bence: Bevezetés a zenetörténetbe (1937) - Gyergyai Albert: A mai francia regény (1937) - Halász Gábor: Az értelem keresése. Irodalmi tanulmányok (1938) | - Reményi József: Amerikai írók (1938) - Villani Lajos: A renaissance úttörői (1939) - Németh László: Berzsenyi (1939) - Halasy-Nagy József: Magyar önismeret. Politikai olvasókönyv önmagukat kereső magyarok számára (1939) - Bartha Dénes: Beethoven (1939) - Czettler Jenő: Az emberi gazdálkodás története (1939) - Joó Tibor: A magyar nemzeteszme (1939) |

### 1940-es évek
| - Émile Faguet: A kontárság kultusza és a felelősségtől való rettegés (1944) - Mitrovics Gyula: Gyulai Pál esztétikája (é. n.) |

## Képtár
- A francia irodalom főirányai
- A természettudomány fejlődésének története
- Kant-breviárium
- A vagyon tudománya
- Egy magányos sétáló álmodozásai